# راشيل ماكيلان
راشيل ماكيلان (بالإنجليزية: Rachel McQuillan) مواليد 2 ديسمبر 1971 في نيوساوث ويلز، أستراليا، هي لاعبة كرة مضرب أسترالية سابقة بدأت مسيرتها كمحترفة سنة 1987 وكانت تلعب باليد اليمنى، اعتزلت اللعب في 2003. أعلى تصنيف لها في الفردي كان المركز الـ 28 في سنة 1991. سبق أن شاركت في دورة الألعاب الأولمبية الصيفية.

## بطولات حققتها
- بطولة ويمبلدون

## الميداليات
| الميدالية | المسابقة                       |
| --------- | ------------------------------ |
| برونزية   | الألعاب الأولمبية الصيفية 1992 |

## روابط خارجية
- راشيل ماكيلان على موقع رابطة محترفات التنس (الإنجليزية)
- راشيل ماكيلان على موقع الاتحاد الدولي لكرة المضرب (الإنجليزية)
- راشيل ماكيلان على موقع كأس بيلي جين كينغ (الإنجليزية)
- راشيل ماكيلان على موقع اتحاد التنس الأسترالي (الإنجليزية)
- راشيل ماكيلان على موقع بطولة ويمبلدون (الإنجليزية)
- راشيل ماكيلان على موقع خلاصة التنس.كوم (الإنجليزية)
- راشيل ماكيلان على موقع إي إس بي إن.كوم (الإنجليزية)
- راشيل ماكيلان على موقع أوليمبيديا (الإنجليزية)
- راشيل ماكيلان على موقع اللجنة الأولمبية الأسترالية (الإنجليزية)